# Hans-Peter Briegel
Hans-Peter Briegel (Kaiserslautern, 1955. október 11. –) nyugatnémet válogatott Európa-bajnok német labdarúgó, hátvéd, középpályás, majd edző.

## Pályafutása

### Klubcsapatban
Briegel eredetileg atlétikában jeleskedett. Távolugrásban, hármasugrásban és tízpróbában is sikeres volt. Távolugrásban 750 cm volt a legjobb eredménye. A tízpróba számai közül a gerelyhajítás és a magasugrás volt a leggyengébb száma. Végül 17 éves hátat fordított az atlétikának, de az így szerzett jó fizikai képességeit egész labdarúgó pályafutása alatt kamatoztatta. 1972-ben szülővárosa az SV Rodenbach csapatában kezdett el foglalkozni a labdarúgással. Erich Ribbeck javaslatára 1974-ben igazolta le az 1. FC Kaiserslautern, ahol a következő évben már az első csapatban is bemutatkozott. Összesen 240 Bundesliga mérkőzésen szerepelt és 47 gólt szerzett. 1984-ben az olasz Hellas Verona csapatához szerződött, ahol két idény töltött el és tagja volt az első idényben bajnok együttesnek. 1986 és 1988 között a Sampdoria játékosa volt. 1988-ban olasz kupát nyert a csapattal, majd visszavonult az aktív labdarúgástól.

### A válogatottban
1979 és 1986 között 72 alkalommal szerepelt a nyugatnémet válogatottban és négy gólt szerzett. Tagja volt 1980-as Európa-bajnok csapatnak. 1982-ben a spanyolországi, 1986-ban a mexikói világbajnokságon ezüstérmet szerzett a válogatottal. 1976 és 1978 között hatszoros amatőr, 1978-79-ean kétszeres B-válogatott volt, ahol egy gólt szerzett.

### Edzőként
Első edzői munkáját a svájci másodosztályú FC Glarus csapatánál vállalta 1989-ben. 1992 és 1994 között a SV Edenkoben, 1994 és 1995 között a SG Wattenscheid 09 csapatainál dolgozott, de nem volt túl sikeres és hátat fordított az edzői munkának és 1996-ban az 1. FC Kaiserslautern sportigazgatója lett. 1999 szeptembere és 2000 júniusa között a Beşiktaş, 2001. november 7 és 2002. június 30 között a Trabzonspor vezetőedzője volt Törökországban. 2002 és 2006 között az albán  2006-07-ben a bahreini válogatott szövetségi kapitánya volt. 2007-ben egy rövid ideig a török Ankaragücü edzője volt.

## Sikerei, díjai
NSZK
- Világbajnokság
  - ezüstérmes: 1982, Spanyolország, 1986, Mexikó
- Európa-bajnokság
  - Európa-bajnok: 1980, Olaszország

 Hellas Verona FC
- Olasz bajnokság (Serie A)
  - bajnok: 1984–85

 UC Sampdoria
- Olasz kupa (Coppa Italia)
  - győztes: 1988